# Simiente humana
Simiente humana es una película de Argentina en blanco y negro dirigida por Sergio Leonardo según su propio guion que se estrenó el 22 de diciembre de 1959 y que tuvo como protagonistas a Jacinto Herrera, María Vaner, Mario Passano y Aída Luz. Fue la primera película del director.

## Sinopsis
Ambientada en la provincia de La Rioja, una joven es pretendida por tres hombres.

## Reparto
- Jacinto Herrera
- María Vaner
- Mario Passano
- Aída Luz
- Golde Flami
- Pedro Laxalt
- Roberto Durán
- Domingo Sapelli

## Comentarios
Jorge Miguel Couselo opinó:

”Es general el desconcierto de los intérpretes…pero, hay una contención que ha salvado a la película de aún mayores.”

Clarín dijo:

”Enfático relato con desiguales valores…las imágenes se tornan abusivas por falta de ritmo y de lógica.”